# 誰でもの信仰
『誰でもの信仰』（だれでものしんこう、原題: A Common Faith）は、ジョン・デューイのイェール大学でのテリー講義を基礎にして、1934年に刊行された著作編集物である。邦訳では、「共通の信仰」または「共同の信仰」とも訳されている。これは、デューイのヒューマニズム的な宗教観を吐露したもので、彼の宗教的立場がまとまった著作としては唯一のものである。内容的には以下の3つの章から構成されている:「宗教と宗教的なもの (the Religious) の対立」、「信仰とその対象」、「人間における宗教的機能 (The Human Abode of the Religious Function)」。

## 背景
当時、第一次世界大戦後のアメリカ合衆国では、宗教思想の世界に2つの大きな潮流があった。背景として、第一次大戦の惨禍を目の当たりにしてということがある。一方は、カール・バルトに代表される弁証法神学の流れである。ラインホルト・ニーバー、パウル・ティリッヒなどがこれに入る。他方は、従来からある自由宗教思想の流れ。近代的な批判精神や科学思想に立脚した流れで、こうした傾向は、ユニテリアン派やユニバーサリスト派の中にもある。これらの人の中で、人間的な立場を主張して、進歩的な態度をとるものをヒューマニストと呼ぶ。ジョン・ヘインズ・ホームズ、チャールズ・フランシス・ポッターらがおり、デューイはこちらの立場に組みしている。

## あらまし
「誰でもの信仰」におけるデューイの包括的なテーマは、行動と想像力を通して人間の可能性を実現する上での（最初の章で概説されているように、宗教自体とは別の）明確な宗教的経験の役割である。デューイは、第3章の終わりで、この仕事の直接の目的を次のように述べている。「かくの如き信仰は、常に暗黙のうちに、人類にとって共通の、誰でもの信仰であった。それをもっと鮮明にし、もっと溌剌とさせることが、残された仕事である。」（p.80）。デューイの他の多くの作品と同様に、民主主義は、「誰でもの信仰」における彼の発言全体を通して共通のテーマになっている。
「誰でもの信仰」には3つの主要なテーマがある。最初のものは、「宗教」と「宗教的なもの」との間の明確な違いを経験として確立させること。2番目は神を「理想的または可能性と現実または実際の創造的な関係性」として明らかにし、3番目は「宗教を民主的な生活への普及した経験の様式として浸透させる」ことを提案する（Alexander、p.23）。A・E・エルダーは、「誰でもの信仰」のレビューで、「人間には、人生に対する宗教的態度、つまり信仰の自然な能力があり、人生を豊かにし、人間の幸福を促進する可能性がある。誤解やその他の原因によって抑制されると、人間の生活全体が悪影響を受け、貧弱で押さえつけられたままになる」と述べている 。
しかし、この宗教的態度は、必ずしも1つの特定の宗教への献身によって表現されるわけではない。デューイは、この信仰は経験そのものに存在すると主張する。R・S・は「誰でもの信仰」の彼のレビューでこう述べている。「…デューイ教授の哲学をよく知る人々が期待するように、中心的な議論は、宗教が組織化された歴史的制度内の超自然的な関連から切り離され、経験におけるその機能に基づいて拡大されるべきであると示唆するように設えられている。自己全体を統合し、感情的なサポートを喚起するのに十分な包括的で理想的な目的へのすべての献身をカバーするように」（p.584）。「誰でもの信仰」における宗教の考えに関連して、バウラインはデューイにとって「…宗教は信条、教義、典礼、および組織的宗教の他の要素の拒絶によって特徴付けられる。代わりに、本物の宗教的態度または方向性道徳的信仰は、神聖な至高の存在や神聖に明らかにされた真実に基づくのではなく、知識を発見し、理想を追求する、つまり、人生を改善するために経験的知識に基づいて行動するという探究のダイナミックな可能性に基づいている」という。この著作の中心となっているのは、宗教的経験それ自体は決して一つの宗教にのみ結び付けられているわけではなく、その経験を創造的に利用して人生を豊かにすることができ、またそうすべきであるという考え方である。
ラルストンによれば、デューイは、ほとんどの教義の宗教に内在する形而上学的な二元論を回避するために、「誰でもの信仰」においては宗教的経験という旗の下で理想と現実をひとつにしている。宗教は、超自然的なもの、教会、畏敬の念の対象、神聖な偶像、または超感覚的な対象の領域ではなく、生きた経験の質であることを示すことによって、「存在論的...を論理的」に変換する試であり、。現実を宗教的および非宗教的対象の与えられた領域に分岐させることによる調査のプロセスでもある。前者は後者の経験的条件を超越している」。
ただし、デューイは「誰でもの信仰」の最初の章で「宗教」と「宗教」の違いを注意深く定義している。M・C・オットーはこの違いをたどり、「おそらく最も魅力的なのは、宗教、過去または現在の宗教、宗教的態度または機能の違いであると主張しているところにある。これは非常に鋭く描かれているため、まるでデューイが、世界のすべての活動は、宗教を除いて、宗教的な性格を帯びる可能性があると言っているかのようである」。アレクサンダーは、「...デューイが『誰でもの信仰』で指摘しようとしている中心的なポイントの1つは、 『信仰』と宗教的態度は両方ともあらゆる種類の「(宗教的な)教義」とは何の関係もないということである...デューイは、彼の講義が反宗教的な自然主義者とヒューマニストに向けてのものであることを明言している。彼らのことで、デューイが懸念していたのは、彼らが、古いものの代わりに「人間対自然」という対立図式の新しい二元論を設定しようとしていることである (p. 356)。このように、この誰でもの信仰は、創造性と生きた経験を抑制し、多くの人の権利を剥奪する宗教の教義または科学法則の厳格で拘束力のある教義に対するひとつの後押しなのである。実際、この「誰でもの信仰」に直接言及して、デューイ自身でも、「…私の本は、宗教的なものの本質を持っているのに、それでも既存の宗教に嫌悪感を抱いている人々のために書かれた」と述べている（ウェブスターp.622で引用）。デューイは、この一連の講義の題目に「誰でもの」（common、共通する、共同の）という言葉を使用しており、すべての人の宗教的表現と精神性の可能性を指し、民主主義に関する彼の見解を反映している。アレクサンダーは、「デューイにとって、何かを「誰でもの」と見なすことは、成長の可能性の観点から想像力を働かせることである。デューイが「誰でもの」という言葉を使用することは、物事の満足度に基づく自己満足の楽観主義を示すものと解釈されるべきではない。現在の可能性を把握するには、創造的な探求としっかりとした取り組み (struggle) が必要である」(p. 23).
アレクサンダーは続けて、デューイの他の哲学とほぼ一致して、「…『誰でもの信仰』は、人間の生命の意味と価値が真に満たされるようになるという『潜在的な可能性』への信仰である。ただし、それはそれらの可能性が行動を通じて実現された場合に限られる」(p. 21)。
最終的に、この「誰でもの信仰」を達成するために、アレクサンダーは、「デューイは、明らかにされた真理の問題を脇に置き、そのような経験がそれらを経験する個人の生活に与える影響をよくよく考えてみることを強く求めている」(p. 24)。

## 邦訳
- 『誰れでもの信仰　デュウイーの「宗教論」』岸本英夫訳、春秋社、1956年。kindle版、Independently published、2021年。(邦訳のページとは別に原著のページも付されている)
- 『人類共通の信仰』栗田修監訳、晃洋書房、2011年。
- 『デューイ=ミード著作集11自由と文化・共同の信仰』河村望訳、人間の科学新社、2017年。
- 『デューイ著作集　第5巻　共同の信仰』小玉重夫他訳、東京大学出版会、未刊(著作集の刊行は2018年から開始)

## 関連文献
- Nel Noddings "Educating for Intelligent Belief or Unbelief (John Dewey Lecture)"Teachers College Press 1993年